# Pembroke Pines
Pembroke Pines é uma cidade localizada no estado americano da Flórida, no condado de Broward. Foi incorporada em 1961.

## Geografia
De acordo com o United States Census Bureau, a cidade tem uma área de 90,2 km², onde 85,8 km² estão cobertos por terra e 4,4 km² por água.

## Demografia
Segundo o censo nacional de 2010, a sua população é de 154 750 habitantes e sua densidade populacional é de 1 804 hab/km². É a décima cidade mais populosa da Flórida. Possui 61 703 residências, que resulta em uma densidade de 719,31 residências/km².

### Residentes famosos
- Eliakim Araújo, jornalista brasileiro, casado com Leila Cordeiro
- Leila Cordeiro, jornalista brasileira, casada com Eliakim Araújo
- Bella Thorne, Atriz e cantora americana

## Geminações
- Astracã, Oblast de Astracã, Rússia [4]